# St. Anna in Basling

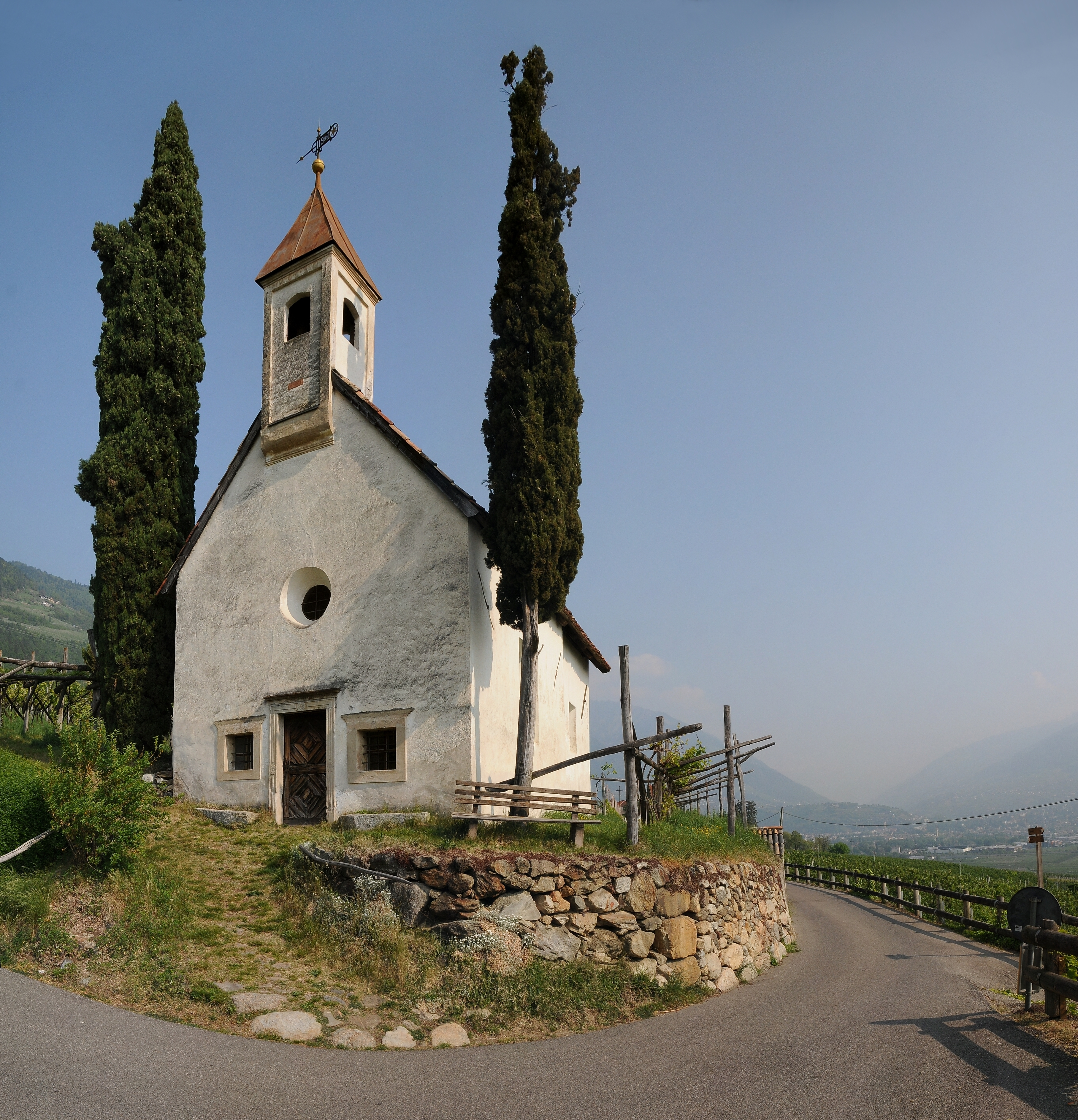
St. Anna in Basling

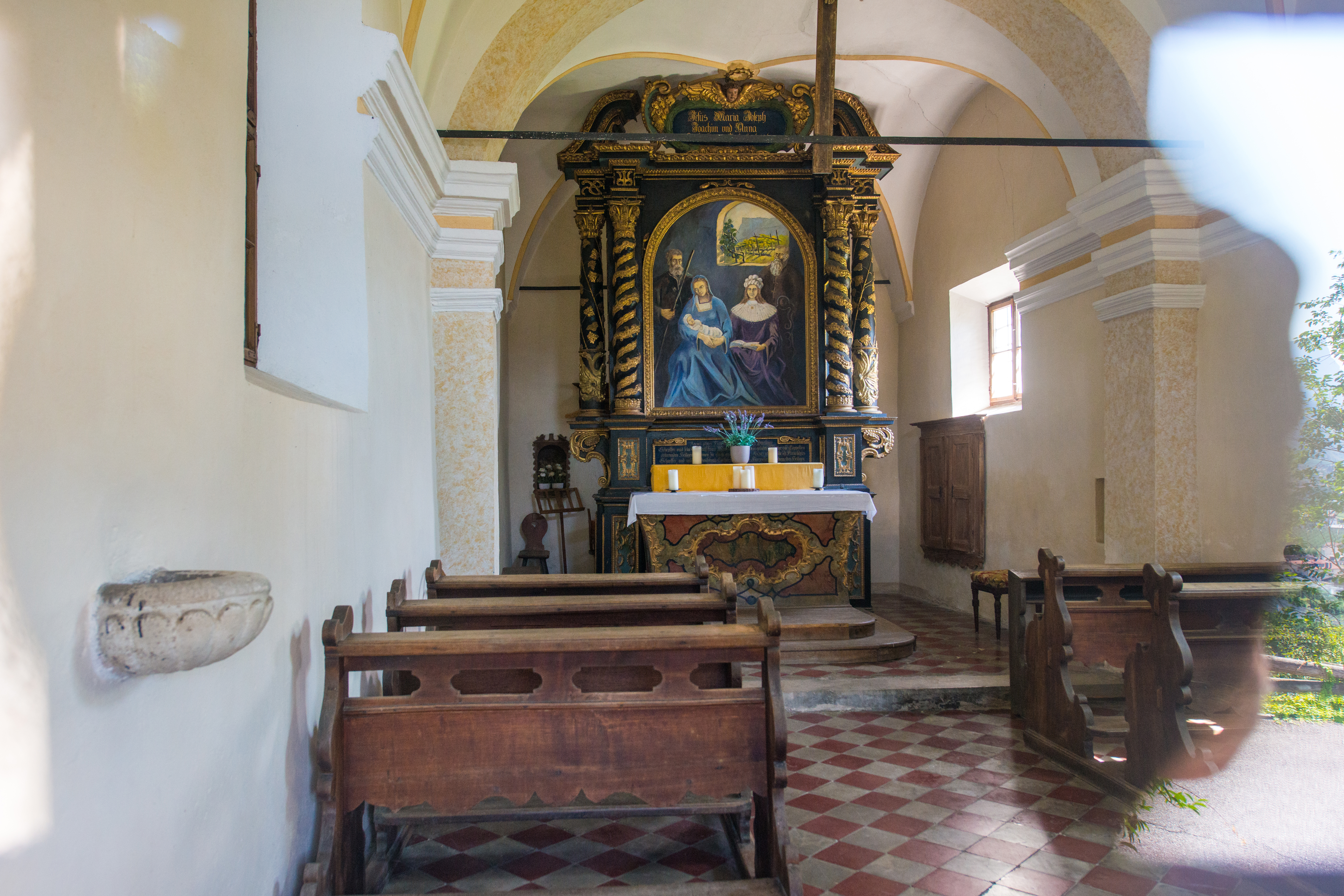
Innenraum

Die römisch-katholische Filialkirche St. Anna oder Annakapelle in Basling, einem Ortsteil der Gemeinde Tscherms in Südtirol, ist ein geschütztes Baudenkmal.

## Lage
St. Anna befindet sich unterhalb des Weilers Basling an der Gemeindegrenze zu Marling.

## Geschichte
Das Gotteshaus geht auf eine private Stiftung der Familie von Schöpfer zu Klarenbrunn zurück. 1664 ließ der Zollamtmann des Erzherzogs Ferdinand Karl am Gampen und Gerichtsanwalt von Marling Bartholomäus von Schöpfer oberhalb von Tscherms eine der heiligen Anna gewidmete Kapelle errichten. Sie war eine „Beikirche“ der Mutterpfarre Mariä Himmelfahrt in Marling, zu der Tscherms früher gehörte. Nach seinem Tode 1679 hinterließ er ihr Grundstücke im Wert von 500 Gulden. Sein Enkel Joseph Schöpfer erwarb in Lana den Ansitz Klarenbrunn. Nach der Fundationsstiftung des letzten männlichen Nachkommen Johann Schöpfer waren 1843 von Tscherms aus in der Kapelle jährlich 18 Messen zu zelebrieren. Das Gebäude wurde am 9. Mai 1950 unter Denkmalschutz gestellt. In neuerer Zeit wurde vom Besitzer des Schöpferhofes eine Restauration durchgeführt.

## Beschreibung
Der einschiffige Kirche auf rechteckigem Grundriss besitzt einen Fassadendachreiter, eine Rechtecktür und einen geraden Chorschluss mit Kreuzgratgewölbe. Der frühbarocke Altar im Innenraum stammt aus der Erbauungszeit. Das Altarblatt stellt neben der heiligen Familie den heiligen Joachim und die heilige Anna dar.